# Didolodus
Didolodus è un genere estinto di mammiferi erbivori, appartenente ai didolodontidi. Visse nell'Eocene medio (circa 45 - 39 milioni di anni fa) e i suoi resti sono stati ritrovati in Sudamerica.

## Descrizione
Questo animale è noto solo per resti molto incompleti, principalmente per materiale cranico. Da quanto si può dedurre, Didolodus era un animale lungo circa 60 centimetri, forse vagamente simile ai fenacodontidi (Phenacodontidae) dei continenti settentrionali. Didolodus era caratterizzato da una dentatura brachidonte e bunodonte. Al contrario di Phenacodus, in cui i terzi premolari erano più semplici dei quarti premolari di forma molariforme, in Didolodus i terzi e quarti premolari si assomigliavano molto, ed erano poco molarizzati. I terzi molari erano piuttosto grandi; il terzo molare superiore era dotato di un ipocono ben sviluppato. I molari superiori erano dotati di un protostilo ben sviluppato sopra il precingulum.

## Classificazione
Didolodus è il genere eponimo della famiglia Didolodontidae, un enigmatico gruppo di mammiferi sudamericani di inizio Cenozoico, dalle incerte affinità. La specie tipo è Didolodus multicuspis, descritta per la prima volta nel 1897 da Florentino Ameghino sulla base di una mascella con denti ritrovata nella provincia di Chubut, in Patagonia (Argentina). Altri fossili appartenenti alla stessa specie sono stati in seguito ritrovati in altri siti della Patagonia, in particolare presso il lago Colhue-Huapi. Ameghino descrisse altre specie e altri generi (Argyrolambda conulifera, D. colligatus, D. crassicuspis, D. dispar, Lonchoconus lanceolatus), in seguito attribuiti tutti alla specie tipo. Di tutte le altre specie descritte da Ameghino, l'unica generalmente ritenuta valida è D. latigonus, rinvenuta nella zona di Río Chico. Altre specie descritte successivamente sono D. minor, descritta da George Gaylord Simpson per un dente trovato nella zona di Cañadón Vaca, e D. magnus, nota per fossili rinvenuti a sud del lago Colhue-Huapi.